# Halinga
Halinga (dříve též Hallinga, německy Hallick) je vesnice v estonském kraji Pärnumaa, samosprávně patřící do obce Põhja-Pärnumaa, která je podle ní pojmenována.